# Le Chanteur de Mexico (film)
Pour l’article homonyme, voir Le Chanteur de Mexico.
Pour plus de détails, voir Fiche technique et Distribution.
Le Chanteur de Mexico est un film franco-espagnol réalisé par Richard Pottier, sorti en 1956. Il est tiré de l'opérette du même nom créée en 1951 par Francis Lopez.

## Synopsis
À la fête de Lesaca, petit village du Pays Basque espagnol, se produisent le chanteur Vincent Etchebar et son fidèle ami trompettiste Bilou. L'impresario parisien Cartoni remarque Vincent et souhaite l'engager. Au même moment, le ténor Miguel Morano, refuse de partir pour le Mexique avec la vedette féminine Eva Marchal, de peur de retrouver Tornada, une furie à qui il a autrefois promis le mariage. Alors que Vincent et Bilou sont montés à Paris, Cartoni les recherche désespérément. Vincent sosie de Morano, remplacera sa vedette dans le rôle titre de l'opérette Le Chanteur de Mexico, sans se douter qu'il existe un vrai Miguel Morano. Mais les deux compères restent introuvables. Ils sont devenus peintres en bâtiment sur la Tour Eiffel, et logent dans le même immeuble que Cricri, une pétillante jeune fille. Grâce à un concours radiophonique, auquel il s'est inscrit sur l'insistance de Cricri, Cartoni l'entend et le convoque. Vincent est engagé et est présenté à sa partenaire. Eva s'éprend de lui et le fait répéter en privé chez elle. Quant à Vincent, entre elle et Cricri, son cœur balance. L'équipe part pour le Mexique. Dès son arrivée à Acapulco, Vincent, sous le pseudonyme de Miguel Morano, est repéré par Tornada qui réussit à le faire enlever. Mais Bilou, Cricri et Cartoni arrivent à temps pour expliquer la méprise. Alors que Cricri et Vincent s'avouent leur amour et que Bilou tente de réconforter Tornada, la tournée se termine dans la capitale Mexico.

## Fiche technique
- Titre : Le Chanteur de Mexico
- Réalisation : Richard Pottier
- Scénario : Raymond Vincy et Jesús María de Arozamena d'après l'opérette de Raymond Vincy, Félix Gandéra, Maurice Lehmann et André Mouëzy-Éon
- Adaptation et dialogues : Raymond Vincy
- Assistant réalisateur : Jacques Bourdon
- Musique : Francis Lopez
- Lyrics : Jésus-Maria de Arozamena
- Paroles des chansons : Raymond Vincy, Henri Wernert
- Arrangements musicaux : Paul Bonneau, Jacques Rys
- Chansons : Mexico, Quand on est deux amis (avec Bourvil), Maïtechu, Rossignol, Il est un coin de France, Acapulco, Paris d'en haut, Ça m'fait quelque chose (Annie Cordy), le Cha-cha-cha (Bourvil),  - Éditions musicales : Rovalty
- Photographie : Lucien Joulin
- Cadreur : Guy Suzuki
- Décors : Serge Pimenoff
- Montage : Maurice Serein, assisté de Antonio Ramirez de Loaysa
- Son : Pierre-Henri Goumy
- Maquillage : Boris de Banow
- Photographe de plateau : Jean Klissak
- Script-girl : Madeleine Lefèvre
- Chorégraphie : Louis Orlandi
- Décors et costumes de théâtre : H. R Fost
- Régisseur : Roger Rosen
- Production : Vauban Production, Jason Production, C.E.F, Benito Perojo
- Chef de production : Albert Dodrumez, Suzanne Goosens
- Directeur de production : Yvon Guezel
- Distribution : Jason Films
- Enregistrement magnétique Sino
- Tournage du 20 juin au 18 août 1956 à Irun et dans les studios de Boulogne
- Format : Pellicule 35 mm - couleur par Eastmancolor, Cinémascope
- Genre : Film musical et romance
- Durée : 103 minutes (1 h 43)
- Date de sortie :
  - France : 21 décembre 1956
- Visa d'exploitation : 18221
- Affiches : Boris Grinsson, Jean Mascii (France)

## Distribution
- Luis Mariano : Miguel Morano (avec la voix de Serge Lhorca et Vincent Etchebar
- Bourvil : Bilou
- Annie Cordy : Cricri, la pétillante jeune fille
- Tilda Thamar : Eva Marchal, la vedette
- Gisèle Grandpré : Tornada, la promise jalouse
- Pauline Carton : La tante de Cricri
- Fernando Rey : Martinez
- Manolo Morán : Cartoni, l'impresario
- Paul Faivre : Le cousin Bidache
- Jacques Angelvin : Le speaker du radio crochet
- Robert Dalban : Le portier du théâtre
- Robert Thomas : Un secrétaire de Cartoni
- Les Mariachis Vargas : Les chanteurs
- Lydie Dubourg : La secrétaire de Cartoni
- Yvonne Jacquemot
- Anika Dova
- José Blach
- Manuel Guitran
- Francisco Matos
- Mario Moralès
- Domingo Rivas
- Le corps de ballet du théâtre du Chatelet